# Patricia Urquiola

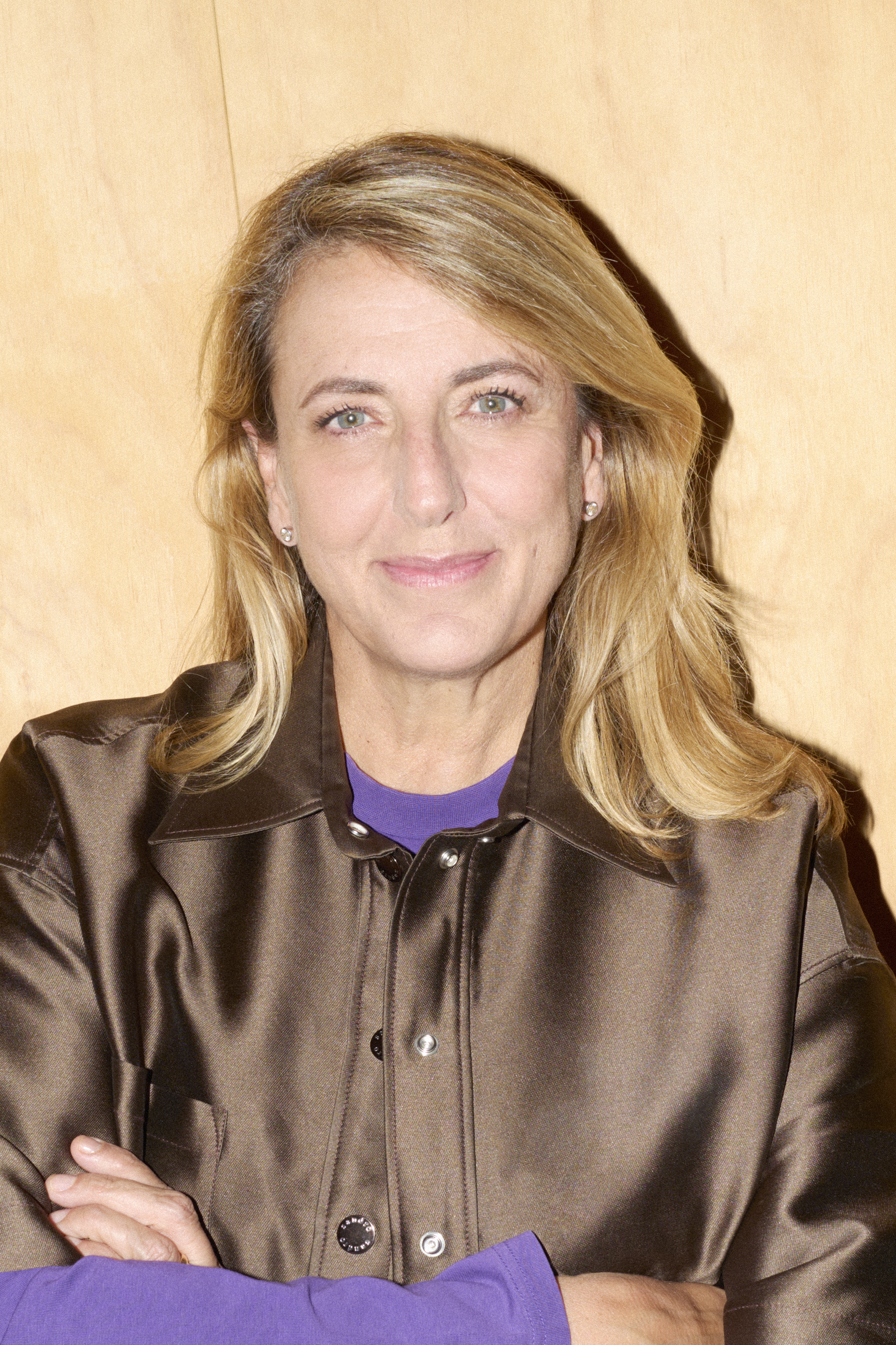

Patricia Urquiola, född 1961, är en spansk arkitekt och industridesigner.

## Biografi
Urquiola föddes i Oviedo, Spanien och lever och jobbar idag i Milano Hon studerade på Madrids arkitekturhögskola där hon tog examen 1989 där avhandlingen genomfördes i samarbete med mentorn Achille Castiglioni. Mellan 1990 och 1992 var hon biträdande lektor för kurser som hölls av Achille Castiglioni och Eugenio Bettinelli både på Milanos universitet och på E.N.S.C.I. i Paris. Mellan 1990 och 1996 arbetade hon på produktutvecklingsavdelningen för De Padova och Vico Magistretti där hon undertecknade produkterna "Flower", "Loom sofa", "Chaise" och "Chaise Lounge".
Från år 1993 till 1996 ägde hon ett samarbetsföretag med arkitekten de Renzio och Ramerino och engagerade sig i arkitektonisk design, showrooms, restauranger och franchising (Maska/Italien, Tomorrowland Stores/Japan, Des Pres/Frankrike). År 1996 blev hon chef för Lissoni Associati Design Group, som arbetar för Alessi, Antares-Flos, Artelano, Boffi, Cappellini, Cassina, Kartell, och andra. 
2001 öppnade hon egen studio och designar idag på egen hand för bland annat B&B Italia, Bosa, De Vecchi, Fasem, Kartell, Liv'it, MDF Italia, Molteni & C., Moroso och Tronconi och utformat utställningar och showrooms för Knoll, Moroso, Sag 80, och Somma. Hon har i hög grad bidragit till B&B Italia Outdoor, genom att lansera tre serier mellan år 2007 och 2009:  Canasta, Crinoline och Ravel.
Urquiola var ordförande i juryn för den 19:e CDIM Design Award år 2001 och även föreläsare för Domus Academy.

## Utmärkelser
Patricia Urquiola designar främst möbler men även lampor, mattor och tapeter har formgivits av henne under årens gång. Urquiola har tilldelats ett antal priser för sitt arbete. 
- ELLE Deco International Design Award 2002.[6]
- Designer of the Year, 2003, 2005, 2007, 2008
- Chicago Athenaeum Good Design Award, Lighting, 2004
- Red dot award, Best product, 2005
- Designer of the Year, Wallpaper, 2006
- Designer of the Year, AD Spain, 2008

## Framstående verk
Urquiola har under åren designat över 200 produkter varav många har fått stor uppmärksamhet, några av dem listas nedanför.
- Soffan Lowland (2000), Moroso
- Fåtöljen Fjord (2002), Moroso,
- Lampan Caboche (2005), Foscarini
- Longuemöbeln Antibodi (2006), Moroso,
- Bordet T-table (2006), Kartell